# レスリー・キャロン
レスリー・キャロン（Leslie Caron、本名：Leslie Claire Margaret Caron、1931年7月1日 - ）は、フランス出身の女優、元ダンサー。
60年以上のキャリアを誇り、主に母方の母国アメリカ合衆国を拠点に欧米双方で活動。映画・TVドラマ以外に、舞台の分野でも数多く出演した。

## 来歴

### 生い立ち
フランス・ブローニュ＝ビヤンクールにて、フランス人の父親（科学者）とアメリカ人の母親（ダンサー）のもとに生まれる。パリ市内の修道女学校を卒業後、コンセルヴァトワールでバレエを学び、シャンゼリゼ・バレエ団に入団する。

### キャリア
バレリーナとして巡業中にジーン・ケリーに見出され、彼の映画『巴里のアメリカ人』でデビュー。
『足ながおじさん』ではフレッド・アステアと、『恋の手ほどき』ではモーリス・シュヴァリエと共演し、ミュージカル女優として活躍した。1953年公開の『リリー』でアカデミー主演女優賞にノミネートされ、英国アカデミー賞 主演女優賞を受賞。
1960年代からはヨーロッパを中心に映画に出演。1962年公開の『The L-Shaped Room』でアカデミー主演女優賞にノミネートされ、ゴールデングローブ賞 主演女優賞 (ドラマ部門)と英国アカデミー賞 主演女優賞を受賞。
2007年にはゲスト出演したテレビシリーズ『LAW & ORDER:性犯罪特捜班』で、エミー賞ゲスト女優賞を受賞。

### 私生活
1951年にジョーディ・ホーメル3世（祖父はホーメルフーズ創設者）と結婚し1954年に離婚。1956年にイギリス人監督のピーター・ホールと結婚し、一男一女を生んだが、1965年に離婚。1969年にプロデューサーのミシェル・ラフリンと結婚し1980年に離婚。
1993年から2009年まで、フランスで朝食付きホテルを所有していた。

## ギャラリー

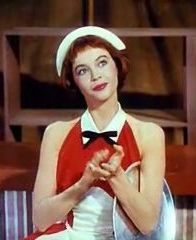
映画『リリー』より（1953年）
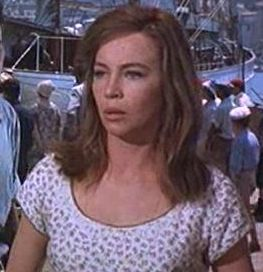
映画『ファニー』より（1961年）
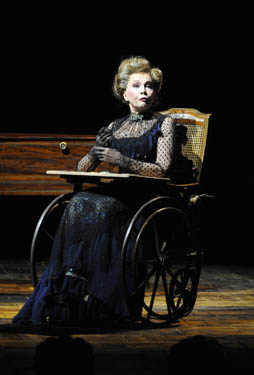
舞台『A Little Night Music』より（2009年）
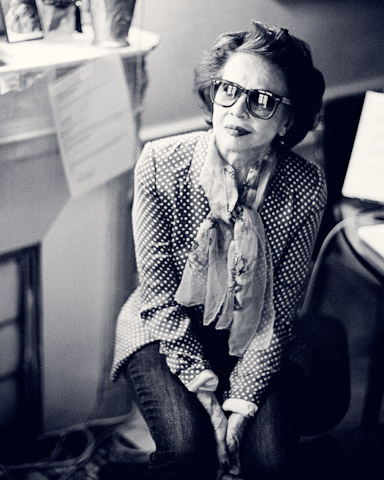
老年期のフォト（2011年）

## 主な出演作品

### 映画・TV
| 公開年 | 邦題 原題                                                            | 役名                   | 備考                                                                               |
| ------ | -------------------------------------------------------------------- | ---------------------- | ---------------------------------------------------------------------------------- |
| 1951   | 巴里のアメリカ人 An American in Paris                                | リズ                   |                                                                                    |
| 1953   | 三つの恋の物語 The Story of Three Loves                              | マドモワゼル           |                                                                                    |
| 1953   | リリー Lili                                                          | リリー                 | 英国アカデミー賞 主演女優賞 受賞                                                   |
| 1955   | ガラスの靴 The Glass Slipper                                         | エラ                   |                                                                                    |
| 1955   | 足ながおじさん Daddy Long Legs                                       | ジュリー・アンドレ     |                                                                                    |
| 1956   | 哀愁物語 Gaby                                                        | ギャビー               |                                                                                    |
| 1958   | 恋の手ほどき Gigi                                                    | ジジ                   |                                                                                    |
| 1959   | 断絶の嵐 The Man Who Understood Women                                | アン                   |                                                                                    |
| 1959   | ナポレオン/アウステルリッツの戦い Austerlitz                         | Mlle de Vaudey         |                                                                                    |
| 1960   | 地下街の住人 The Subterraneans                                       | Mardou Fox             |                                                                                    |
| 1961   | ファニー Fanny                                                       | ファニー               |                                                                                    |
| 1962   | 暗黒の銃弾 Guns of Darkness                                          | クレア・ジョーダン     |                                                                                    |
| 1962   | The L-Shaped Room                                                    | ジェーン・フォセット   | ゴールデングローブ賞 主演女優賞 (ドラマ部門) 受賞 英国アカデミー賞 主演女優賞 受賞 |
| 1964   | がちょうのおやじ Father Goose                                        | キャサリン             |                                                                                    |
| 1965   | すべてをアナタに A Very Special Favor                                | ローレン               |                                                                                    |
| 1965   | のぞき Promise Her Anything                                          | ミシェル・オブライエン |                                                                                    |
| 1966   | パリは燃えているか Paris brûle-t-il?                                 | フランソワ             |                                                                                    |
| 1974   | 衝撃の告発!QBセブン QB VII                                           | アンジェラ             | テレビ・ミニシリーズ                                                               |
| 1977   | 恋愛日記 L'homme qui aimait les femmes                               | ヴェラ                 |                                                                                    |
| 1977   | バレンチノ Valentino                                                 | アラ・ナジモヴァ       |                                                                                    |
| 1979   | ゴールデンガール Goldengirl                                          | サミー・リー           |                                                                                    |
| 1984   | ゲームの達人 Master of the Game                                      | ソランジェ             | テレビ・ミニシリーズ                                                               |
| 1990   | チャーリー・シーン/アルプスを越えて Courage Mountain                 | ジェーン・ヒラリー     |                                                                                    |
| 1991   | ホテル・リッツ The Man Who Lived at the Ritz                         | ココ・シャネル         | テレビ映画                                                                         |
| 1992   | ダメージ Damage                                                      | エリザベス             |                                                                                    |
| 1995   | ファニー・ボーン/骨まで笑って Funny Bones                            | ケイティ・パーカー     |                                                                                    |
| 1995   | スィート・ダンス Let It Be Me                                        | マーガレット           |                                                                                    |
| 1996   | ダニエル・スティール/標的 The Ring                                   | Madame de Saint Marne  | テレビ映画                                                                         |
| 2000   | ザ・ブロンド爆弾 最後のばら The Last of the Blonde Bombshells        | マデレーン             | テレビ映画                                                                         |
| 2000   | ショコラ Chocolat                                                    | オデル                 |                                                                                    |
| 2001   | オリエント急行殺人事件 ～死の片道切符～ Murder on the Orient Express | アルヴァラド           | テレビ映画                                                                         |
| 2003   | ル・ディヴォース/パリに恋して Le Divorce                             | スザンヌ               |                                                                                    |

ほか多数

### 舞台
- 1955: Orvet
- 1955: Gigi
- 1961: La sauvage
- 1961: Ondine
- 1965: Carola
- 1975-1981: 13, rue de l'amour (Monsieur Chasse)
- 1978: Can-Can, musical
- 1983: The rehearsal
- 1984: On your toes
- 1985: One for the Tango (Apprends-moi Céline)
- 1985: L'inaccessible
- 1991: Grand hotel
- 1991: Le martyre de Saint Sebastien
- 1995: Georges Sand et Chopin
- 1997: Nocturne for lovers
- 1997: The story of Babar
- 1998: Apprends-moi Céline
- 1999: Readings from Colette
- 1999: Nocturne for lovers
- 2009: Thank Heaven
- 2009: A Little Night Music
- 2014: Six Dance Lessons in Six Weeks